# Natali Ixchel Téllez Colín
Natali Ixchel Téllez Colín (Atlacomulco, Estado de México) es una activista y comunicadora mexicana cofundadora de Taller de Meztli, un medio de comunicación virtual que se dedica a la creación y difusión de temas con perspectiva de género. Fue reconocida con el Premio Estatal de la Juventud del Estado de México en el año 2022 en la categoría Labor Social por sus aportaciones a las problemáticas sociales de las mujeres.

## Biografía
Téllez tuvo un acercamiento en los medios desde temprana edad, ya que en su infancia participó como reportera en un programa de periodismo para niños y en la preparatoria fue parte de un programa estudiantil que tenía responsabilidad de la revista digital de todos los planteles de nivel medio superior que pertenecen a la Universidad Autónoma del Estado de México.
Posteriormente, estudió la licenciatura en Comunicación con especialidad en comunicación política en la Facultad de Ciencias Políticas y Sociales de la Universidad Autónoma del Estado de México.
En 2024 egreso de la Especialidad en Género, Violencia y Políticas Públicas por la misma universidad.
Es reportera de la dirección de comunicación de su alma mater. En 2021, fue vicepresidenta de la Alianza Global de Jóvenes Políticos del Estado de México. Ha colaborado con artículos en medios digitales y de comunicación sobre temas de violencia de género, empoderamiento de las mujeres y externado la importancia de reconocer las desigualdades y desventajas de las mujeres para acceder a productos de gestión menstrual como toallas sanitarias, ecológicas, tampones, copas, entre otros.
Dentro de su activismo realiza esfuerzos para garantizar el derecho a una menstruación digna y reconfigurar los estereotipos que se han aprendido desde la educación, resaltando el papel de los medios de comunicación dentro de los problemas sociales.

Los medios de comunicación masivos son la voz y el reflejo de la sociedad, por lo que se ha visto (la menstruación) como algo que es mejor ocultar, cambiarle de color, algo que no hay que hablar. Es un tema que también sexualiza y lo han hecho exclusivamente para las mujeres. Ninguna de las publicidades nombran la menstruación con su nombre propio, incluso se muestra la sangre de color azul. Los mensajes tienen que ver con tapar los síntomas
Natali Ixchel Téllez Colín

## Taller de Meztli
El Taller de Metzli se crea dentro del contexto de la pandemia de COVID-19 en 2020. Es una iniciativa que surgió a partir de la necesidad de un espacio seguro para la reflexión de temas de género relacionado con las problemáticas sociales, principalmente de las mujeres. Además de Téllez, participan en este proyecto Ariadna Calzada Velásquez, Iris Monserrat Carrillo Hernández y Mariana Camacho Oloarte. Si bien al principio empezaron con talleres dirigidos para mujeres y con temas sobre el feminismo, se ha extendido a ser una comunidad que atiende a todos los géneros impartiendo decenas de talleres gratuitos con perspectiva de género en distintas áreas disciplinarias principalmente a jóvenes del Estado de México pero con un alcance hacia otras entidades de México e incluso otros países como Perú, Canadá y España.
Dentro de esta iniciativa han realizado distintas actividades con alcance social, una de las más visibilizadas fue la colecta de toallas sanitarias en colaboración con la Organización Estudiantil en Pro de la Salud, la Universidad Autónoma del Estado de México, la Unión de Mujeres Activistas de la Universidad Iberoamericana y el Instituto Municipal de Juventud de Atlacomulco, donde se colectaron 6056 toallas sanitarias que fueron donadas a la Coordinación de Capacitación y Formación Penitenciaria del Estado de México.